# Terbolí va a la guerra
Terbolí va a la guerra (en italià: Putiferio va alla guerra) és una pel·lícula d'animació italiana del 1968 dirigida per Roberto Gavioli.
La pel·lícula, que compta amb la direcció artística de Gino Gavioli en col·laboració amb Paolo Piffarerio, està produïda per Bruno Paolinelli i basada en la història La guerriera nera Mario Chiereghin.
És la història d'una formiga tenaç anomenada Terbolí i d'una guerra total entre formigues grogues i roges.
Va ser emesa en valencià per Canal Nou, el 14 de maig de 1994.

## Trama
Les formigues roges més fortes i bel·ligerants (el formiguer de les quals es representa construït dins d'un casc nazi estirat a terra) prompte superen les formigues grogues, tot i que la valent Terbolí intenta organitzar una resistència extenuant. Una vegada perduda la guerra, Terbolí passa a la guerra de guerrilles, però coneix l'atractiu comandant de les formigues roges i naix una tendra història d'amor entre tots dos.
Prompte totes les formigues, siguin grogues o roges, hauran d'oblidar la seua eterna rivalitat per formar un front comú contra un terrible i enorme enemic: un ós formiguer.
Al final la pau triomfa amb la condemna de les guerres intermèdies.

## Producció
La pel·lícula és obra de l'estudi milanès Gamma Film que, en el moment àlgid de les seues activitats, donava faena a més de 150 dissenyadors. Gamma Film en aquell període també va crear els crèdits inicials d'algunes pel·lícules de l'oest i diversos anuncis d'animació per a Carosello. Altres produccions d'estudi van ser The Long Green Stocking (1961), The Italian Cotton Committee (1965) i The Ballad of the West (1967).

## Distribució
El llargmetratge es va emetre per primera vegada a la televisió el 26 de setembre de 1971, a la secció de migdia del Programma Nazionale Il Raccontafavole - Selezione da Mille e una sera, dedicada al cinema d'animació d'autor.
La Cineteca Italiana de Milà va restaurar la pel·lícula en alta definició (2K) fent un nou negatiu de conservació des de zero. Durant el mes de març de 2020 la mateixa Cineteca el va llançar per a streaming gratuïta al seu web.

## Altres mitjans
Edizioni Rizzoli de Milà va publicar una edició actualment descatalogada on es feia una adaptació de la pel·lícula en tres volums, editats per Silverio Pisu, cadascun acompanyat d'un disc de 45 rpm amb música d'Italo Romano. Les aventures de Putiferio es divideixen així en tres episodis la creació gràfica dels quals està signada per Ermanno Samsa : primer episodi La captura ; segon episodi La fugida i tercer episodi La guerra més menuda del món.